# Diecezja Issele-Uku
Diecezja Issele-Uku – diecezja rzymskokatolicka  w Nigerii. Powstała w 1973.

## Leadership
- Bp Anthony Okonkwo Gbuji,  (1973 – 1996)
- Bp Emmanuel Otteh,  (1996 –  2003)
- O Michael Odogwu Elue,   (Administrator 2003-2004)
- Bp Michael Odogwu Elue (2004 – )